# دوین ادی
}}
 دوین ادی (انگلیسی: Duane Eddy؛ ۲۶ آوریل ۱۹۳۸ – ۳۰ آوریل ۲۰۲۴) یک موسیقی‌دان اهل ایالات متحده آمریکا است. وی از سال ۱۹۵۴ تا ۲۰۲۴ میلادی مشغول فعالیت بود.